# Лорі Лайтфут
Лорі Елейн Лайтфут (англ. Lori Elaine Lightfoot; нар. 4 серпня 1962, Массильон, Огайо) — американська юристка та політична діячка, член Демократичної партії, 56-ий мер Чикаго. Лайтфут — перша чорношкіра ЛГБТ-жінка, обрана мером великого міста в США. Вона також є першою чорношкірою жінкою-мером Чикаго. Вона є другою жінкою (після Джейн Бірн) і третьою афроамериканкою (після Гарольда Вашингтона і Юджина Сойєра) мером Чикаго.

## Раннє життя та освіта
Лайтфут народилася у Массильоні, Огайо у сім'ї робітника заводу та медпрацівниці. Вона випустилася із Вашингтонської старшої школи у рідному містечку, а згодом отримала ступінь бакалавру мистецтв у Мічиганському університеті. Докторський ступінь вона отримала у Чиказькій правничій школі Чиказького університету.

## Кар'єра
Лайтфут розпочала юридичну кар'єру у компанії Meyer Brown, а згодом перейшла до публічного сектору. Вона працювала федеральною прокуроркою Північного округу Іллінойсу, головною адміністраторкою Офісу професійних стандартів Чиказького поліційного департаменту та президентом Чиказької поліційної ради.
10 травня 2018 Лайтфут оголосила про висування своєї кандидатури на посаду мера Чикаго. У лютому 2019 вона вийшла у другий тур, і зрештою виграла вибори 2 квітня 2019 року із понад 73 % голосів. Серед її пріоритетів на посаді політична діячка визначила надання доступного житла незахищеним верствам населення, регуляцію грального бізнесу, покращення освітньої системи, боротьбу із поліційним насиллям, та фіскальну політику міста.
4 квітня 2023 року на чергових виборах Лайтфут не змогла набрати достатньо голосів, аби переобратися на посаду мера або принаймні вийти у другий тур виборів. Вона стала першим мером Чикаго за 40 років, котрий не зміг переобратися на другий термін.

## Особисте життя
Лорі Лайтфут проживає у північній частині міста разом зі своєю дружиною Емі Ешлемен та прийомною донькою Вівіан.

## Нагороди та відзнаки
У червні 2020 року, на честь 50-ї річниці першого ЛГБТК прайд-параду, онлайн журнал Queerty назвав Лайтфут серед п'ятдесяти героїв та героїнь, що «ведуть націю до рівності, прийняття та гідності для всіх людей».